# Daniel Chapo
Daniel Francisco Chapo (Inhaminga, 6 de janeiro de 1977) é um advogado e político e actual Presidente da República de Moçambique.

## Biografia
Filho de Francisco Chapo (falecido) e de Helena dos Santos Chiremba, Daniel Chapo é o sexto filho de uma família de 10 irmãos, e professa a religião cristã. Devido ao conflito armado, a família Chapo transferiu-se de Inhaminga para o distrito do Dondo. Foi em Dondo onde Daniel Chapo teve a sua infância e fez o ensino primário, na Escola Primária Josina Machel.

## Educação
O percurso educacional de Daniel Chapo foi o seguinte:
- Frequentou o ensino primário em Inhaminga e Dondo (1982-1987).[2]
- Em 1996, Daniel Francisco Chapo concluiu a 10a classe na Escola Secundária de Dondo, tendo seguido para a cidade da Beira, onde concluiu o nível médio, na Escola Secundária Samora Machel.[2]
- De 1999 a 2004, fez Licenciatura em Direito pela Universidade Eduardo Mondlane (UEM). Ainda em 2004, fez o curso de Conservador e Notariado no Centro de Formação Jurídica e Judiciária da Matola, província de Maputo.[2]
- Em 2014, fez Mestrado em Gestão de Desenvolvimento, pela Universidade Católica de Moçambique em Nampula. Na mesma altura estagiou na Ordem dos Advogados de Moçambique.

## Carreira profissional
- Locutor e apresentador do programa desportivo na Rádio Miramar (1997-1999).[2]
- Repórter e apresentador do programa "A Voz do Povo" na Televisão Miramar (1999).[2]
- Conservador e Notário na Cidade de Nacala-Porto, província de Nampula (2005-2009).[2]

## Carreira política
- Administrador do Distrito de Nacala-a-Velha (2009)[2]
- Administrador do Distrito de Palma, Província de Cabo Delgado (2015)[2]
- Nomeado Governador da Província de Inhambane (2016)[2]
- Eleito Governador da Província de Inhambane (2019)[2]
- Eleito Presidente da Republica de Moçambique (2024).[2]

Em 5 de Maio de 2024 foi eleito pelo Comité Central do Partido Frelimo como o seu candidato às eleições presidenciais de Outubro de 2024. A Comissão Política do partido designou Chapo como secretário-geral interino em 13 de Maio, no seguimento da demissão do anterior titular, Roque Silva. Entretanto, em 23 de Maio, ele renunciou ao cargo de Governador da província de Inhambane, renúncia que foi aprovada pela respectiva Assembleia Provincial.
Foi declarado eleito presidente de Moçambique em 24 de Outubro de 2024 pela Comissão Nacional de Eleições, e confirmado do Conselho Constitucional no dia 23 de Dezembro de 2024.
No dia 15 de Janeiro de 2025 foi empossado pela presidende do Conselho Constitucional de Moçambique Lucia Ribeiro como 5° Presidente da Republica de Moçambique numa cerimónia oficial.
Na III Sessão Extraordinária do seu Comité Central, o Partido Frelimo elegeu Chapo para seu presidente em 14 de Fevereiro de 2025, em substituição de Filipe Nyusi.  Na mesma ocasião, o partido elegeu Chakil Aboobacar como secretário-geral, cargo no qual substituiu o próprio Chapo.

## Ligação externa
Media relacionados com Daniel Chapo no Wikimedia Commons